# Frischluftschneise

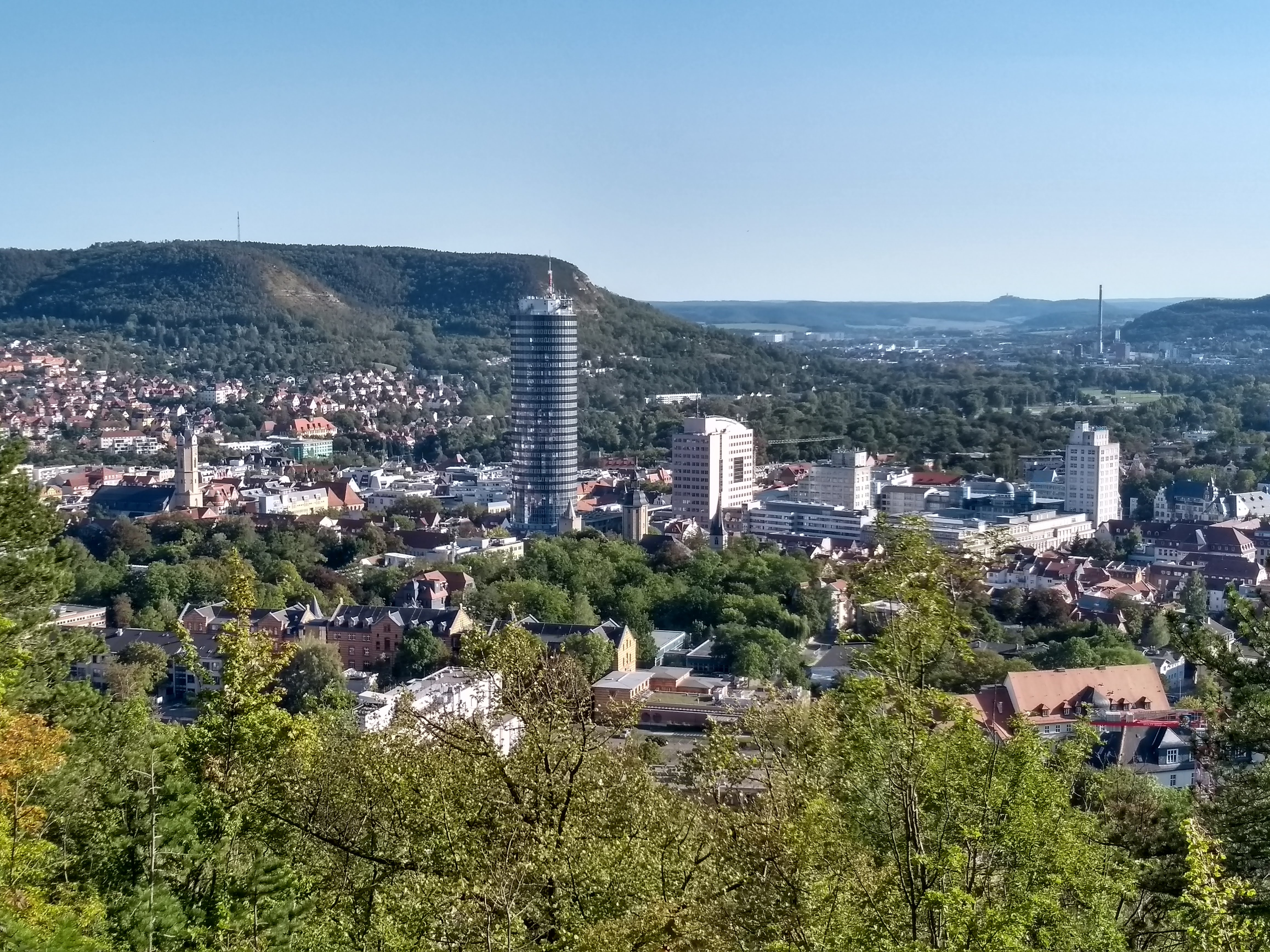
Vor allem in Tallagen, wie hier in Jena, dienen umliegende Freiflächen an Berghängen als Frischluftschneisen fürs Stadtgebiet.

Frischluftschneisen (oder auch Frischluftbahnen) sind in Städten freigehaltene Flächen, die zur Versorgung der inneren Stadtbezirke mit zirkulierender Luft aus dem Umland dienen. Sie sind ein wichtiges Instrument der Klimaregulierung in Großstädten. So kann aus dem Umland hereinfließende Kaltluft im Sommer das Stadtgebiet vor Überhitzung schützen. Gleichzeitig wird eine lokale Stauung von Luftschadstoffen und Feinstaub reduziert. Gerade in Tallagen bei Inversionswetterlagen im Winter können sich Luftschadstoffe aus Heizungsanlagen sonst örtlich zu hohen Konzentrationen ansammeln, die gesundheitsschädlich werden können. Aus diesem Grund darf die Frischluftschneise für ein Stadtgebiet nicht durch ein Industriegebiet verlaufen – dort entstehende Abgase würden sonst direkt in bewohnte Gebiete geleitet. Frischluftschneisen sollten darum in möglichst großer Entfernung von Straßen und Industriegebieten führen.
In Frischluftschneisen werden Bebauungen (Gebäude, Dämme, Wälder usw.) gezielt unterbunden, um freie Frischluftströmungen zu ermöglichen. Vor allem hohe Gebäude und Querriegelbauten in schmalen Tallagen müssen vermieden werden.
Allerdings sind nicht alle Freiflächen als Frischluftschneisen geeignet. Der Luftstrom hängt von der Topographie (Geländeform) ab. Insbesondere Hanglagen eignen sich im Vergleich zu flachem Gelände oder Geländeeinschnitten in den Städten besser als Frischluftschneisen. Kühle Luft kann dort durch ihre höhere Dichte auch an windstillen Tagen ins Tal hinunterziehen.